# Configuration Management (ITSM)
Configuration Management (CM) je proces definovaný v Information Technology Infrastructure Library (ITIL) v2, který sleduje individuální Konfigurační položky (CI) v systému nazývaném Konfigurační databáze (CMDB). V ITIL verze 3 , byl tento proces přejmenován na Service Asset and Configuration Management.

## Konfigurační položka
Konfigurační položka (CI) je základní jednotkou systému pro Configuration management. Má vztahy k dalším konfiguračním položkám a k IT procesům.

### Vlastnosti konfiguračních položek
1. Technické – Vlastnosti jako verze software, model hardware, přenosová rychlost nebo velikost úložiště.
2. Vlastnické – Vlastnosti jako datum nákupu, záruka, umístění, osoby zodpovědné za položku, inventární číslo, číslo majetku, dokumentace, informace o vlastníkovi předmětu.
3. Vztahové – Vztahy mezi položkami jako uživatelé aplikace, komponenty, z nichž aplikace sestává, na jakých serverech běží, jaké databáze používá či s jakými systémy si vyměňuje data.

## Konfigurační databáze
Základním prvkem Configuration management je Konfigurační databáze (CMDB), která obsahuje konfigurační položky CI a sleduje jejich vazby a změny.

## Aktivity
Informace v CMDB se používají v pěti základních aktivitách:
1. Plánování: Studie proveditelnosti, analýzy dopadů, plánování projektů a individuálních změnových požadavků.
2. Identifikace: Sběr dat o konfiguračních položkách, jejich identifikace, zaznamenání verze, dokumentace, vlastnictví a vztahů k dalším konfiguračním položkám.
3. Řízení: Zajištění toho, že pouze autorizované konfigurační položky jsou přidávány, modifikovány a nahrazovány/odebírány na základě odpovídající dokumentace, např. schválený Změnový požadavek s aktualizovanou specifikací. Všechny konfigurační položky by měli podléhat procesu Change management.
4. Monitoring: Zajišťuje sledování položky přes všechny možné stavy v průběhu jejího životního cyklu, např. Objednáno, Obdrženo, V testování, Nasazeno, V opravě, Odebráno, Vyřazeno.
5. Verifikace: Revize a audity ověřující fyzickou existenci konfiguračních položek a jejich správné zaznamenání v Konfigurační databázi (CMDB) včetně procesu Release management a zajištění dokumentace před nasazením do živého prostředí.